# Алексіус Майнонг
Алексіус Майнонг Ріттер фон Гандшусгайм (нім. Alexius Meinong Ritter von Handschuchsheim; 17 липня 1853, Лемберг, Австрійська імперія, Німецький союз — 27 листопада 1920, Ґрац, Австрія) — австрійський філософ і психолог, який розробляв власну онтологію — «теорію предметів» (Gegenstandstheorie), власну теорію цінності, а також займався питаннями теорії разуму.

## Біографія
Батьком Алексіуса фон Майнонга був австрійський офіцер Антон фон Майнонг (1799—1870), якому в 1851 році було присвоєно титул «Ріттер» (еквівалент «лицаря», «сера» в англійській традиції), а в 1858 році, до виходу на пенсію в 1859 році, батько майбутнього філософа отримав звання генерал-майора.
Народився Алексіус у Лемберґу (сучасний Львів). Навчався у Відні, спочатку в гімназії, потім у Віденському університеті, де вивчав історію та філософію під керівництвом Франца Брентано. Після закінчення університету з 1878 по 1882 рік викладав у ньому, а потім став професором і пізніше завідувачем кафедри філософії в Ґрацькому університеті, де в 1894 році заснував інститут психології, а в 1896 році — школу експериментальної психології. Був одним з вчителів Християна Еренфельса, засновника гештальт-психології, та Адальберта Мейнгаста. Також керував науковими проектами Алоїса Гефлера і Антона Оельцельта-Ньюіна.

## Філософія
Майнонг написав на початку своєї творчості два есе на тематику філософії Девіда Юма, одне з яких стосувалося юмовської теорії уявлення, а друге його теорії відносин, відчуваючи в той час вкрай сильний вплив філософії британського емпіризму. Проте, Алексіус фон Майнонг більш відомий як творець «теорії предметів» (Über Gegenstandstheorie, 1904), яка з'явилася після вивчення феномена інтенціональності і уявленні про ймовірне існування вигаданих об'єктів. Таким чином, Майнонг відрізняє «буття» речі, в силу якого вона може бути об'єктом думки, від «існування» речі, яке є істотним онтологічним статусом, які приписуються, наприклад, коням, але не єдинорогам. Майнонг назвав такі неіснуючі об'єкти «бездомними»; інші прозвали місця перебування такого роду об'єктів «джунглями Майнонга» через їх велику кількість і незвичайність уявного.
Фігура Майнонга також вважається спірною в області філософії мови, оскільки філософ дотримується думки, що «існування» є просто властивістю об'єкта, так само як колір або маса можуть бути властивістю чого б то не було. Більш глибокі дослідники його робіт, однак, визнають, що Майнонг висловлював думки, що об'єкти «байдужі до буття» і що вони стоять «за межами буття і небуття». З цієї точки зору Майнонг прямо заперечує, що існування є властивістю об'єкта.

## Бібілографія
Книги
- Meinong A. Über philosophische Wissenschaft und ihre Propädeutik. — 1885.
- Meinong A. Psychologisch-ethische Untersuchungen zur WerttheorieÜber philosophische Wissenschaft und ihre Propädeutik. — 1894.
- Meinong A. Über Annahmen. — 1902.
- Meinong A. Untersuchung zur Gegenstandstheorie und Psychologie. — 1904.
- Meinong A. Über Annahmen. — 2. — 1910.
- Meinong A. Über Möglichkeit und Wahrscheinlichkeit. — 1915.
- Meinong A. Über emotionale Präsentation. — 1917.
- Höfler A., Meinong A. Philosophische Propädeutik. Erster Theil: Logik. — Vienna: F. Tempsky / G. Freytag, 1890.

Статті
- Meinong A. Hume Studien I. Zur Geschichte und Kritik des modernen Nominalismus // Sitzungsbereiche der phil.-hist. Classe der kais. Akademie der Wissenschaften. — 1877, 78:185-260.
- Meinong A. Hume Studien II. Zur Relationstheorie // Sitzungsbereiche der phil.-hist. Classe der kais. Akademie der Wissenschaften. — 1882, 101:573–752.
- Meinong A. Zur psychologie der Komplexionen und Relationen // Zeitschrift für Psychologie und Physiologie der Sinnesorgane. — 1891, II:245–265.
- Meinong A. Über Gegenstände höherer Ordnung und deren Verhältniss zur inneren Wahrnehmung // Zeitschrift für Psychologie und Physiologie der Sinnesorgane. — 1899. — № 21. — P. 187—272.

Посмертні видання
- Meinong A. Philosophenbriefe / ed. R. Kindinger. — Graz: Akademische Druck- und Verlagsanstalt, 1965.
- Meinong A. Gesamtausgabe / Haller R., Kindinger R., Chisholm R., editors : 7 vols. — Graz: Akademische Druck- und Verlagsgesellschaft, 1968—1978.
- Meinong A. Kolleghefte und Fragmente. Schriften aus dem Nachlass. Ergänzungsband zur Gesamtausgabe / Hrsg. von Rudolf Haller. — Graz: Akademische Druck und Verlagsanstalt, 1978.

Про Алексіуса Майнонга
- Grossman R. Meinong. — London and Boston: Routledge & Kegan Paul, 1974. — ISBN 0-7100-7831-5.
- Lindenfeld D. F. The Transformation of Positivism: Alexius Meinong and European Thought, 1880—1920. — Berkeley : University of California Press, 1980. — ISBN 0-520-03994-7.
- Rollinger R. D. Meinong and Husserl on Abstraction and Universals // Studien zur Österreichischen Philosophie. — Amsterdam and Atlanta: Rodopi, 1993. — ISBN 90-5183-573-6.